# Samarinești
Samarinești è un comune della Romania di 1873 abitanti, ubicato nel distretto di Gorj, nella regione storica dell'Oltenia.
Il comune è formato dall'unione di 9 villaggi: Băzăvani, Boca, Duculești, Larga, Samarinești, Țirioi, Valea Bisericii, Valea Mică, Valea Poienii.